# 14P/Вольфа
Комета 14P/Вольфа відкрита 17 вересня 1884 року Максиміліаном Францем Йозефом Корнеліусом Вольфом (Гайдельберг, Німеччина). Пізніше, 23 вересня того ж року вона була незалежно відкрита англійським астрономом Ральфом Коуплендом, але офіційно відкриття було закріплено тільки за Вольфом. Спочатку комета наближалася до Сонця на 2,74 а. о. і її період обертання становив 8,84 років. Проходження комети поблизу Юпітера 27 вересня 1922 року (на відстані 18,7 млн. км) трохи зменшило ці величини. Ще деяких змін своєї орбіти комети Вольфа зазнала 13 серпня 2005 року після подібного, але не настільки близького зближення з Юпітером. Чергове зближення з планетою-гігантом очікується 10 березня 2041 року. Діаметр ядра комети оцінюється в 4,6 км.
|  | Це незавершена стаття про комету. Ви можете допомогти проєкту, виправивши або дописавши її. |